# Microsporum nanum
Microsporum nanum (лат.) — вид патогенных грибов-аскомицетов семейства Arthrodermataceae. Относится к дерматофитам, поражая мёртвые ороговевшие ткани, такие как кожа, волосы и ногти. Мicrosporum nanum встречается по всему миру и является как зоофильным, так и геофильным. Естественными хозяевами грибка являются животные, такие как свиньи и овцы, однако возможно также заражение людей. Большинство зарегистрированных случаев заболевания людей связано со свиноводством. Грибок может проникнуть в кожу хозяина. Если его соскоблит заражённое животное, гриб всё равно способен размножаться в почве.
При выращивании на декстрозном агаре Сабуро при 25 °C M. nanum образует тонкую, порошкообразную и мягкую волокнистую колонию, которая выглядит белой в центре и становится светло-желтовато-коричневой к краю колонии. Обратная сторона выглядит коричневато-оранжевой у молодой колонии и красновато-коричневой у старой колонии. Митохондриальный геном M. nanum состоит из 15 генов, кодирующих белки, 2 рРНК , 25 тРНК , одного интрона и одной интронной ОРС . Примерно 84% митохондриального генома составляют структурные гены. Инфекции Microsporum nanum включают tinea capitis , tinea corporis , tinea cruris и tinea faciei . Гризеофульвин , клотримазол , миконазол, энилконазол и  многие растительные средства, такие как экстракты из Azadirachta indica, эфирное масло из Curcuma longa и Eucalyptus pauciflora, как сообщается, эффективны в подавлении грибка.